# Juan Antonio Delfino
Juan Antonio Delfino (Suipacha, 14 de marzo de 1958), más conocido como Tony Delfino, es un político argentino que se desempeñó como intendente del partido de Suipacha desde 1991 hasta 2015. Fue el segundo intendente del Partido Justicialista que tuvo el municipio.[cita requerida] El primero fue su padre Oscar José Delfino.

## Biografía

### Primeros años
Juan Antonio Delfino nació el 14 de marzo de 1958 en la ciudad de  Suipacha, en el seno de una familia profundamente peronista. Su padre había ocupado el cargo de intendente de  Suipacha durante el periodo comprendido entre 1952 y 1955, lo que marcó desde temprano su exposición a la política y la influencia peronista en su vida. Su madre, por su parte, era docente y socia fundadora de la Unión de Educadores Suipachenses (FEB), mostrando un compromiso con la educación y los valores sindicales.
Durante su etapa de educación primaria, Juan Antonio asistió a la Escuela Primaria Nº6, y posteriormente cursó sus estudios secundarios en el Instituto Privado San Luis, donde se graduó como Perito Mercantil. Su interés por el mundo de los cereales, legumbres y oleaginosas lo llevó a realizar sus estudios terciarios en la Junta Nacional de Granos, donde obtuvo el título de Perito Clasificador de Cereales, Legumbres y Oleaginosas.
Después de completar su formación, Juan Antonio Delfino trabajó en varias empresas privadas relacionadas con la clasificación y comercialización de productos agrícolas. Sin embargo, su carrera dio un giro cuando ingresó al Banco del Oeste, donde desempeñó sus funciones en la sucursal de Suipacha. A pesar de su dedicación, la sucursal finalmente cerró por la quiebra de la institución, lo que lo llevó a emprender trabajos particulares por un tiempo.
Finalmente, Juan Antonio logró ingresar al Banco de la Provincia de Buenos Aires, donde superó un examen de ingreso. Esta etapa marcó una nueva fase en su carrera, donde continuó trabajando en el ámbito bancario. Su vida estuvo marcada por un profundo compromiso con los valores peronistas y una sólida formación en el mundo de los granos y las finanzas, lo que lo convirtió en un ciudadano activo y dedicado a su comunidad y su país.

### Carrera política

#### Concejal (1987 - 1991)
En el ámbito político, la vida de Juan Antonio Delfino estuvo marcada por un compromiso firme con el peronismo y un deseo de unificar un partido que, en los albores de la recuperación de la democracia, el peronismo local experimentaba tensiones internas y disputas que llevaron a la celebración de elecciones internas en 1983 y 1985. En ambas ocasiones, el espacio político al que él pertenecía, encabezado por la figura de su padre Oscar Delfino y otros peronistas del primer peronismo, se encontró en el bando perdedor.
Sin embargo, fue en 1987 cuando finalmente se logró forjar una lista de unidad en el peronismo de  Suipacha. Esta lista llevaba la proclamación de la fórmula "Delfino - Delfino", con su padre como candidato a intendente y él mismo encabezando la nómina de concejales titulares. A pesar de haber quedado en tercer lugar en las elecciones, en un campo de tres listas, Juan Antonio logró asegurar una banca en el Honorable Concejo Deliberante, donde se destacaba como el único representante justicialista entre las 10 bancas.
Durante este periodo, contó con el apoyo de la gobernación de Antonio Cafiero y de la Agrupación Bancaria Justicialista del Banco de la Provincia de Buenos Aires, lo que fortaleció su posición política. Fue un momento crucial para el peronismo en  Suipacha, ya que en 1989, después de 35 años, el peronismo logró ganar las elecciones legislativas, obteniendo dos concejales más en el proceso electoral.
A finales de ese mismo año, se lanzó la precandidatura de Juan Antonio Delfino, conocido cariñosamente como "Tony", para las elecciones generales de 1991.

#### Intendente Municipal (1991 - 2015)
Tony Delfino demostró su determinación y liderazgo en la arena política al enfrentarse en elecciones internas al espacio liderado por Raúl Lobos y Fabián Malnero, quienes habían sido históricos opositores a su corriente política. En una contundente victoria, logró obtener un impresionante 80% de los votos, consolidando su posición como el candidato natural del peronismo para las Elecciones provinciales de Buenos Aires de 1991.
En estas elecciones, después de un arduo trabajo como concejal y militante, Delfino y su equipo de compañeras y compañeros obtuvieron un sólido respaldo de la comunidad. Con el 52,37% de los votos, lograron desbancar a la Unión Cívica Radical, que había estado en el poder desde 1983. Este triunfo marcó un hito en la historia política de  Suipacha, ya que el peronismo no gobernaba desde el  Golpe de Estado de 1955.
El 10 de diciembre de 1991, ante un salón de actos municipal colmado de vecinos y vecinas como nunca antes visto, Juan Antonio "Tony" Delfino asumió la Intendencia de  Suipacha con un compromiso claro de establecer un municipio de puertas abiertas. Su gestión se caracterizó por la cercanía con los ciudadanos y un enfoque en la participación comunitaria. Este periodo (1991 - 1995) marcó una etapa de transformación y progreso para  Suipacha, gracias a su liderazgo y visión en la administración municipal.
Durante su gestión, lideró una serie de proyectos de desarrollo y mejoras significativas para la comunidad. Uno de los aspectos destacados de su gestión fue la renovación edilicia del Palacio Municipal, que mejoró la infraestructura y la eficiencia de la administración local. Además, se llevaron a cabo importantes mejoras en el sector de la salud, con la modernización y actualización del Hospital Municipal. Este esfuerzo incluyó la incorporación de las últimas tecnologías médicas para garantizar una atención de calidad a los ciudadanos.
En términos de infraestructura vial, la gestión de Tony Delfino se destacó por la construcción de asfalto y cordón cuneta en las calles de Suipacha, mejorando la movilidad y la calidad de vida de los habitantes. También se logró un avance significativo en la gestión de residuos cloacales con la creación de la primera planta de tratamiento de aguas residuales en la localidad. El municipio también invirtió en la adquisición de maquinaria para el corralón municipal, lo que permitió una respuesta más rápida y efectiva a las necesidades de mantenimiento de la comunidad. Se llevaron a cabo arreglos en caminos rurales, lo que contribuyó al desarrollo económico de la zona agrícola. Además, se reconstruyó el acceso de 18 km a la localidad de General Rivas.
El enfoque de embellecimiento de la ciudad se reflejó en la creación de modernos espacios verdes y parquizaciones, mejorando el entorno urbano para los residentes. Además, se promovió la construcción de viviendas sociales, aproximadamente 700, para brindar soluciones habitacionales a quienes las necesitaban.
Un logro significativo en el ámbito educativo fue la construcción de los edificios y la creación de los Jardines de Infantes Nº902, Nº903, Nº904 y Nº905, como así también la expansión del edificio del Jardín de Infantes Nº901. Se construyó el nuevo edificio de la Escuela Secundaria Nº1, y se fundaron las Escuelas Secundarias Nº2 y Nº3, como así también el edificio moderno de la Escuela de Educación Especial Nº501 y la creación de la Escuela de Educación Artística Nº1. Se lograron importantes aportes económicos y edilicios a las ya existentes Escuelas Primarias Nº1, Nº3, Nº6, Nº8, como así también a las Escuelas de Campo con sus respectivos Jardines de Infantes.
Fue reelecto en 1995 con el 59,72%, en 1999 con el 62,41%, en 2003 con el 47,86%, en 2007 con el 37,76% y en 2011 con el 40,12%, perdiendo en 2015 contra Alejandro Federico, candidato radical de Cambiemos, dando fin a una gestión municipal de 24 años consecutivos. Al día siguiente de haber dejado la intendencia, volvió a su cargo en el Banco de la Provincia de Buenos Aires, donde estuvo hasta su jubilación en el año 2018.

#### Concejal (2017 - 2021)
En 2017, Tony Delfino dio un paso importante en su carrera política al presentarse como precandidato a concejal por Unidad Ciudadana, la coalición política liderada por la ex Presidenta Cristina Fernández de Kirchner. En las Elecciones Primarias, Abiertas, Simultáneas y Obligatorias, se enfrentó a un espacio conformado por miembros de La Cámpora y la Asociación Civil "Suipacha para Todos".
En una contienda electoral reñida, Delfino logró una destacada victoria al superar a su competencia por 930 votos, consolidándose como el representante natural de Unidad Ciudadana para las Elecciones Legislativas, donde mantuvo su impulso y obtuvo un sólido respaldo de la comunidad, quedando en segundo lugar con el 37,29% de los votos totales. Este logro le permitió regresar al Honorable Concejo Deliberante después de 30 años, marcando un retorno importante a la vida política de Suipacha y consolidando su posición como un representante destacado de la comunidad. Su compromiso y liderazgo político seguían siendo altamente valorados por los votantes.
En un nuevo capítulo de su trayectoria política, en 2019, Tony se presentó como precandidato a intendente por el Frente de Todos en un proceso electoral clave. En esta ocasión, compitió en este espacio contra el concejal de La Cámpora, Juan Luis Mancini, y Claudio Carrasco, un matarife que representaba al Movimiento Evita.
A pesar de una campaña intensa y disputada, Tony Delfino no logró la victoria en estas elecciones, siendo superado por Carrasco por una diferencia de apenas 15 votos. A pesar de esta derrota, siguió siendo concejal y mantuvo su compromiso con la comunidad de Suipacha.
En las Elecciones Legislativas de 2021, tomó una decisión estratégica al no presentarse como candidato nuevamente. En su lugar, abogó por la unidad dentro del Frente de Todos y respaldó la lista encabezada por Juan Luis Mancini, que englobaba a compañeros y compañeras militantes del Partido Justicialista, La Cámpora y el Frente Renovador. Esta muestra de apoyo a la unidad dentro del partido refleja su compromiso con los valores y la cohesión del movimiento, incluso en momentos de la competencia electoral. 

#### Presidente del Partido Justicialista de Suipacha (2022 - actualidad)
Después de la dimisión de Juan Luis Mancini como candidato a Presidente del Partido Justicialista de Suipacha, se hizo un llamado a Tony Delfino para asumir nuevamente este cargo, una posición que él ya había ocupado durante muchos años cuando fue concejal e intendente. Tony aceptó la responsabilidad y se presentó una sola lista de unidad que reunió a todas las vertientes peronistas de Consejeros Partidarios.
Este gesto de unidad fue fundamental para fortalecer al partido y consolidar una visión común. El 27 de marzo de 2022, todos los miembros asumieron sus funciones en el Consejo Partidario, con un mandato de cuatro años por delante.
El Consejo Partidario continuó trabajando en mantener la unidad dentro del peronismo local, centrándose en el objetivo de ganar las elecciones en 2023. En este sentido, se respaldó la figura de Mancini como candidato a la Intendencia, demostrando la cohesión del partido en torno a su liderazgo y la visión compartida para el futuro de Suipacha. Este enfoque en la unidad y la colaboración es un elemento clave para avanzar en el desarrollo y el progreso de la comunidad. 